# Dieter Löchel
Dieter Löchel (* 8. Januar 1943 in Kellinghausen) ist ein deutscher Brigadegeneral außer Dienst des Heeres der Bundeswehr.

## Leben
Beförderungen
- 1966 Leutnant
- 1968 Oberleutnant
- 1971 Hauptmann
- 1980 Major
- 1985 Oberstleutnant
- 1994 Oberst
- 1997 Brigadegeneral

Nach dem Abitur in Heide trat Löchel 1964 in die Bundeswehr in die Ausbildungskompanie 3/11 ein und wurde im Panzerbataillon 314 in Oldenburg zum Offizier ausgebildet. 1965/66 besuchte er die Heeresoffizierschule III in München. Ab 1966 war er als Panzerzugführer und Fernmeldeoffizier beim Panzerbataillon 183 in Boostedt eingesetzt. 1972 wurde er Kompaniechef beim Panzerbataillon 214 in Augustdorf. Von 1975 bis 1980 war er Kompaniechef der Stabs- und Versorgungskompanie des Panzerbataillons 154 bzw. Panzerbataillons 53 in Hessisch Lichtenau.
Von 1980 bis 1983 war Löchel stellvertretender Bataillonskommandeur des Panzerbataillons 14 in Hildesheim. 1983 wurde er S 3 Stabsoffizier Organisation des I. Korps in Münster. Von 1985 bis 1987 war er Kommandeur des Panzerbataillons 84 in Lüneburg und von 1987 bis 1989 des Panzerlehrbataillons 93 in Munster. 1989 wurde er G 3 Übungen im Territorialkommando Süd in Mannheim. Von 1991 bis 1993 war er Heeresverbindungsstabsoffizier bei der United States Military Academy in West Point, New York. Von 1993 bis 1995 war er stellvertretender Kommandeur und Kommandeur Brigadeeinheiten der Panzergrenadierbrigade 7 in Hamburg.
1995 wurde er Kommandeur der Panzerbrigade 21 in Augustdorf und war vom 24. März bis 24. Juli 1999 Kommandeur des deutsch-französischen Einsatzverbandes DFGFA im SFOR-Einsatz. Danach war er von Juli bis September 1999 kurzzeitig zur Verfügung beim Wehrbereichskommando III/7. Panzerdivision in Düsseldorf. Von 1999 bis 2002 war er Beauftragter für Erziehung und Ausbildung des Generalinspekteurs der Bundeswehr in Bonn. Mit Ablauf des September 2002 wurde er in den Ruhestand versetzt.
Löchel ist verheiratet und Vater von einem Sohn und Zwillingstöchtern.